# Leichtathletik-Europameisterschaften 1969/3000 m Hindernis der Männer

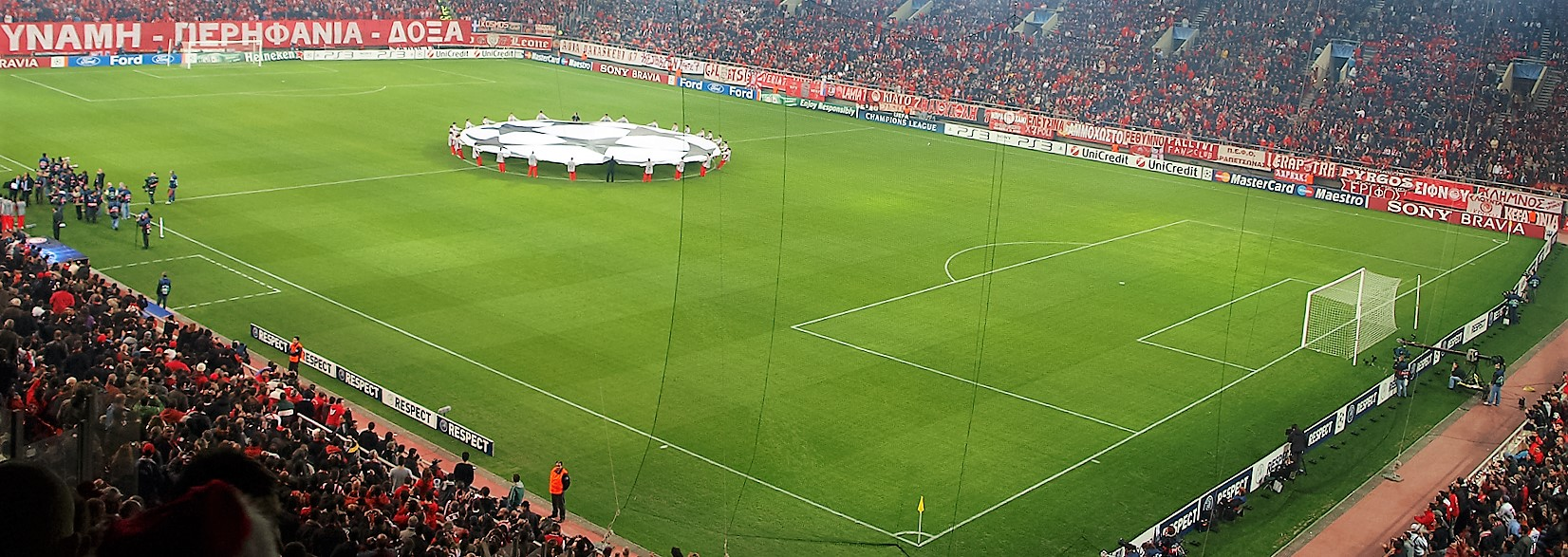
Das Karaiskakis-Stadion im Jahr 2009

Der 3000-Meter-Hindernislauf der Männer bei den Leichtathletik-Europameisterschaften 1969 wurde am 18. und 20. September 1969 im Athener Karaiskakis-Stadion ausgetragen.
Mit Silber und Bronze errangen die sowjetischen Läufer zwei Medaillen in diesem Wettbewerb. Europameister wurde der Bulgare Michail Schelew. Er gewann vor Alexander Morosow. Bronze ging an den Weltrekordinhaber Vladimiras Dudinas.

## Rekorde

### Bestehende Rekorde
| Weltrekord   | 8:22,2 min | Vladimiras Dudinas | Kiew, Sowjetunion (heute Ukraine) | 19. August 1969   |
| Europarekord | 8:22,2 min | Vladimiras Dudinas | Kiew, Sowjetunion (heute Ukraine) | 19. August 1969   |
| EM-Rekord    | 8:26,6 min | Wiktor Kudinski    | EM Budapest, Ungarn               | 3. September 1966 |

### Rekordverbesserungen
Der bulgarische Europameister Michail Schelew verbesserte den Meisterschaftsrekord im Finale am 20. September um 1,6 Sekunden auf 8:25,0 min. Mit dieser Zeit stellte er gleichzeitig einen neuen Landesrekord auf. Den Welt- und Europarekord verfehlte er um 2,8 Sekunden.

## Vorrunde
18. September 1969, 18.50 Uhr
Die Vorrunde wurde in zwei Läufen durchgeführt. Die ersten sechs Athleten pro Lauf – hellblau unterlegt – qualifizierten sich für das Halbfinale.

### Vorlauf 1
| Platz | Name                 | Nation         | Zeit (min) |
| ----- | -------------------- | -------------- | ---------- |
| 1     | Vladimiras Dudinas   | Sowjetunion    | 8:43,8     |
| 2     | Arne Risa            | Norwegen       | 8:44,0     |
| 3     | Georgi Tichow        | Bulgarien      | 8:44,4     |
| 4     | Jean-Pierre Ouine    | Frankreich     | 8:44,5     |
| 5     | Wolfgang Luers       | Polen          | 8:45,6     |
| 6     | Hans Menet           | Schweiz        | 8:47,2     |
| 7     | John Jackson         | Großbritannien | 8:48,4     |
| 8     | Pawel Syssojew       | Sowjetunion    | 8:54,8     |
| 9     | Eddy Van Butsele     | Belgien        | 9:04,6     |
| 10    | Stanisław Śmitkowski | Polen          | 9:07,4     |

### Vorlauf 2
| Platz | Name              | Nation         | Zeit (min) |
| ----- | ----------------- | -------------- | ---------- |
| 1     | Alexander Morosow | Sowjetunion    | 8:44,4     |
| 2     | Gerry Stevens     | Großbritannien | 8:45,4     |
| 3     | Michail Schelew   | Bulgarien      | 8:45,6     |
| 4     | Kazimierz Maranda | Polen          | 8:48,0     |
| 5     | Jean-Paul Villain | Frankreich     | 8:50,0     |
| 6     | Bengt Persson     | Schweden       | 8:51,0     |
| 7     | Gheorghe Cefan    | Rumänien       | 8:58,2     |
| 8     | Toni Feldmann     | Schweiz        | 9:01,2     |
| 9     | Umberto Risi      | Italien        | 9:03,2     |

## Finale
20. September 1969, 19.10 Uhr
| Platz | Name               | Nation         | Offizielle Zeit (min) handgestoppt | Inoffizielle Zeit (min) elektronisch |
| 1     | Michail Schelew    | Bulgarien      | 8:25,0 CR/NR                       | 8:25,02                              |
| 2     | Alexander Morosow  | Sowjetunion    | 8:25,6000000                       | 8:25,57                              |
| 3     | Vladimiras Dudinas | Sowjetunion    | 8:26,6000000                       | k. A.                                |
| 4     | Georgi Tichow      | Bulgarien      | 8:27,2000000                       | k. A.                                |
| 5     | Jean-Paul Villain  | Frankreich     | 8:33,4000000                       | k. A.                                |
| 6     | Arne Risa          | Norwegen       | 8:34,6000000                       | k. A.                                |
| 7     | Kazimierz Maranda  | Polen          | 8:34,6000000                       | k. A.                                |
| 8     | Gerry Stevens      | Großbritannien | 8:36,6000000                       | k. A.                                |
| 9     | Jean-Pierre Ouine  | Frankreich     | 8:39,6000000                       | k. A.                                |
| 10    | Wolfgang Luers     | Polen          | 8:46,6000000                       | k. A.                                |
| 11    | Bengt Persson      | Schweden       | 8:56,1000000                       | k. A.                                |
| 12    | Hans Menet         | Schweiz        | 9:02,6000000                       | k. A.                                |

## Videolinks
- EUROPEAN ATHLETICS 1969 ATHENS 3000 STEEPLE ZHELEV, youtube.com, abgerufen am 21. Juli 2022
- European Athletics Finals (1969), Bereich: 3:31 min bis 3:44 min, youtube.com, abgerufen am 21. Juli 2022